# Liparis dennyi
Liparis dennyi är en fiskart som beskrevs av Jordan och Starks, 1895. Liparis dennyi ingår i släktet Liparis och familjen Liparidae. Inga underarter finns listade i Catalogue of Life.